# Dobri Dol, Varna
Dobri Dol (în bulgară Добри Дол) este un sat în comuna Avren, regiunea Varna,  Bulgaria. 

## Demografie
Componența etnică a satului Dobri Dol
     Bulgari (100%)
     Nicio identificare (0%)
     Altele (0%)
La recensământul din 2011, populația satului Dobri Dol era de 17 locuitori. Din punct de vedere etnic, majoritatea locuitorilor (100,0%) erau bulgari. Pentru 0,0% din locuitori nu este cunoscută apartenența etnică.